# Czażów-Kolonia
Czażów-Kolonia – wieś w Polsce, położona w województwie świętokrzyskim, w powiecie ostrowieckim, w gminie Waśniów.
W latach 1975–1998 kolonia administracyjnie należała do województwa kieleckiego.
Przed 2023 r. miejscowość była kolonią wsi Czażów.